# Patrick Börder
Patrick Börder (* 13. März 1965 in Trier) ist ein ehemaliger deutscher Basketballspieler und -funktionär.

## Leben
Börder wuchs in Trier-Süd auf. Er spielte ab Mitte der 1980er Jahre bis 1996 auf der Aufbauposition für den TV Germania (TVG) Trier, ab 1990 in der Basketball-Bundesliga. In der Saison 1996/97 verstärkte der 1,83 Meter große Börder den Zweitligisten BG Koblenz. Während seiner Basketballkarriere erlangte er am Friedrich-Spee-Gymnasium das Abitur, er begann danach ein Studium der Betriebswirtschaftslehre (BWL), wechselte dann zum Fach Rechtswissenschaften, welches er abbrach, ehe er sich an der Verwaltungsfachschule in Mayen einschrieb, diese Ausbildung aber nicht beendete, sondern das BWL-Studium wiederaufnahm und dieses abschloss. Nach dem Studium arbeitete Börder für Werbeagenturen.
Im Juli 2002 übernahm er dann das Amt des Geschäftsführers der Trierer Basketball GmbH, dem Betreiber der damaligen Trierer Bundesligamannschaft TVG. Er übte diese Tätigkeit bis Ende August 2005 aus und trat dann eine leitende Stelle in der Marketingabteilung eines Dachherstellers an.